# Liste des mammifères à l'île Clipperton
Pour des articles plus généraux, voir Liste des mammifères en France, Liste des mammifères en Amérique du Nord et Faune à l'île Clipperton.

Carte topographique de l'île Clipperton.

Localisation de l'île Clipperton en Amérique du Nord.

Cette liste commentée recense la mammalofaune à l'île Clipperton. Elle répertorie les espèces de mammifères actuels de cette île et celles qui ont été récemment classifiées comme éteintes (à partir de l'Holocène, depuis donc 11 700 ans av. J.‑C.). Cette liste comporte dix espèces réparties en trois ordres et quatre familles, dont une est « en danger » et une autre a des « données insuffisantes » pour être classée (selon les critères de la liste rouge de l'UICN au niveau mondial).
Elle contient au moins une espèce introduite sur ce territoire : le Rat noir (Rattus rattus). Il peut contenir aussi des animaux non reconnus par la liste rouge de l'UICN (aucun mammifère ici) et ils sont classés en « non évalué » : cela étant dû notamment au manque de données, à des espèces domestiques, disparues ou éteintes avant le XVIe siècle. Il n'existe pas à l'île Clipperton d'espèce et de sous-espèce de mammifère endémique.

## Statuts de la liste rouge de l'UICN
Les statuts de conservation utilisés par la liste rouge de l'UICN mondiale sont :
| (EX) | Éteint                  | Il n'y a pas le moindre doute sur le fait que le dernier spécimen recensé est mort.                                                                   |
| (EW) | Éteint à l'état sauvage | L'espèce est connue uniquement en captivité ou en tant que population naturalisée bien en dehors de son ancienne aire de répartition.                 |
| (CR) | En danger critique      | L'espèce risque prochainement de s'éteindre à l'état sauvage.                                                                                         |
| (EN) | En danger               | L'espèce fait face à un très gros risque d'extinction à l'état sauvage.                                                                               |
| (VU) | Vulnérable              | L'espèce fait face à un gros risque d'extinction à l'état sauvage.                                                                                    |
| (NT) | Quasi menacé            | L'espèce ne satisfait pas un ou plusieurs des critères prévus qui permettraient de la catégoriser, mais pourrait risquer de s'éteindre dans le futur. |
| (LC) | Préoccupation mineure   | Il n'y a pas de risque identifiable pour l'espèce. |
| (DD) | Données insuffisantes   | Il n'y a pas d'information adéquate qui permettraient de faire une évaluation des risques pour cette espèce.                                          |
| (NE) | Non évalué              | L'espèce n'a pas encore été confrontée aux critères précédents, n'est pas reconnue par l'UICN ou bien s'est éteinte avant le XVIe siècle.             |

## Ordre:Rodentiens

### Famille:Muridés
| Nom vulgaire, nom binominal et citation d'auteurs | Origine et statut à l'île Clipperton | Aire de répartition             | Statut UICN mondial | Image    |
| ------------------------------------------------- | ------------------------------------ | ------------------------------- | ------------------- | -------- |
| Rat noir Rattus rattus (Linnaeus, 1758)           | Allochtone (Introduit),              | Aire de répartition du Rat noir | [ 3 ]               | Rat noir |

## Ordre:Cétacés

### Famille:Delphinidés
| Nom vulgaire, nom binominal et citation d'auteurs           | Origine et statut à l'île Clipperton | Aire de répartition                                 | Statut UICN mondial | Image                        |
| ----------------------------------------------------------- | ------------------------------------ | --------------------------------------------------- | ------------------- | ---------------------------- |
| Dauphin commun Delphinus delphis Linnaeus, 1758             | Autochtone,                          | Aire de répartition du Dauphin commun               | [ 5 ]               | Dauphin commun               |
| Dauphin tacheté pantropical Stenella attenuata (Gray, 1846) | Autochtone                           | Aire de répartition du Dauphin tacheté pantropical. | [ 6 ]               | Dauphin tacheté pantropical. |
| Dauphin bleu et blanc Stenella coeruleoalba (Meyen, 1833)   | Autochtone                           | Aire de répartition du Dauphin bleu et blanc        | [ 7 ]               | Dauphin bleu et blanc        |
| Dauphin à long bec Stenella longirostris (Gray, 1828)       | Autochtone                           | Aire de répartition du Dauphin à long bec           | [ 8 ]               | Dauphin à long bec           |
| Grand Dauphin commun Tursiops truncatus (Montagu, 1821)     | Autochtone                           | Aire de répartition du Grand Dauphin commun         | [ 9 ]               | Grand Dauphin commun         |

## Ordre:Carnivores

### Famille:Otariidés
| Nom vulgaire, nom binominal et citation d'auteurs                   | Origine et statut à l'île Clipperton | Aire de répartition                                 | Statut UICN mondial | Image                      |
| ------------------------------------------------------------------- | ------------------------------------ | --------------------------------------------------- | ------------------- | -------------------------- |
| Arctocéphale des Galapagos Arctocephalus galapagoensis Heller, 1904 | Peut-être autochtone (Disparu),      | Aire de répartition de l'Arctocéphale des Galapagos | [ 10 ]              | Arctocéphale des Galapagos |
| Otarie de Townsend Arctocephalus townsendi Merriam, 1897            | Peut-être autochtone (Disparu)       | Aire de répartition de l'Otarie de Townsend         | [ 11 ]              | Otarie de Townsend         |
| Otarie de Californie Zalophus californianus (Lesson, 1828)          | Peut-être autochtone (Disparu)       | Aire de répartition de l'Otarie de Californie       | [ 12 ]              | Otarie de Californie       |

### Famille:Phocidés
| Nom vulgaire, nom binominal et citation d'auteurs                  | Origine et statut à l'île Clipperton | Aire de répartition                                    | Statut UICN mondial | Image                         |
| ------------------------------------------------------------------ | ------------------------------------ | ------------------------------------------------------ | ------------------- | ----------------------------- |
| Éléphant de mer septentrional Mirounga angustirostris (Gill, 1866) | Peut-être autochtone (Disparu)       | Aire de répartition de l'Éléphant de mer septentrional | [ 13 ]              | Éléphant de mer septentrional |